# شهرستان کیزنرسکی
شهرستان کیزنرسکی (به لاتین: Kiznersky District) یک شهرستان در روسیه است که در اودمورتیا واقع شده‌است.